# هاري مودي
هاري مودي (بالإنجليزية: Harry Moody)‏ (12 مارس 1896 في المملكة المتحدة - 21 فبراير 1968) هو لاعب كرة قدم بريطاني (وحمل سابقاً جنسية المملكة المتحدة لبريطانيا العظمى وأيرلندا) في مركز حراسة المرمى. لعب مع غريمسبي تاون.